# Ostichthys spiniger
Ostichthys spiniger là một loài cá biển thuộc chi Ostichthys trong họ Cá sơn đá. Loài này được mô tả lần đầu tiên vào năm 2017.

## Từ nguyên
Từ định danh spiniger trong tiếng Latinh có nghĩa là "có gai", hàm ý đề cập đến gai nhọn ở mỗi bên xương mũi của loài cá này, một đặc điểm mà chỉ có ở O. spiniger và Ostichthys acanthorhinus.

## Phân bố
O. spiniger hiện chỉ được biết đến tại ngoài khơi Kavieng (phía bắc đảo New Ireland, Papua New Guinea). Loài này được tìm thấy ở vùng nước có độ sâu khoảng 180–181 m.

## Mô tả
Chiều dài cơ thể lớn nhất được ghi nhận ở O. spiniger là 5,6 cm.
Số gai ở vây lưng: 12; Số tia vây ở vây lưng: 13; Số tia vây ở vây ngực: 17; Số gai ở vây hậu môn: 4; Số tia vây ở vây hậu môn: 10; Số gai ở vây bụng: 1; Số tia vây ở vây bụng: 7; Số vảy đường bên: 29.